# Schahzadeh-Garten
Koordinaten: 30° 1′ 26″ N, 57° 16′ 47″ O

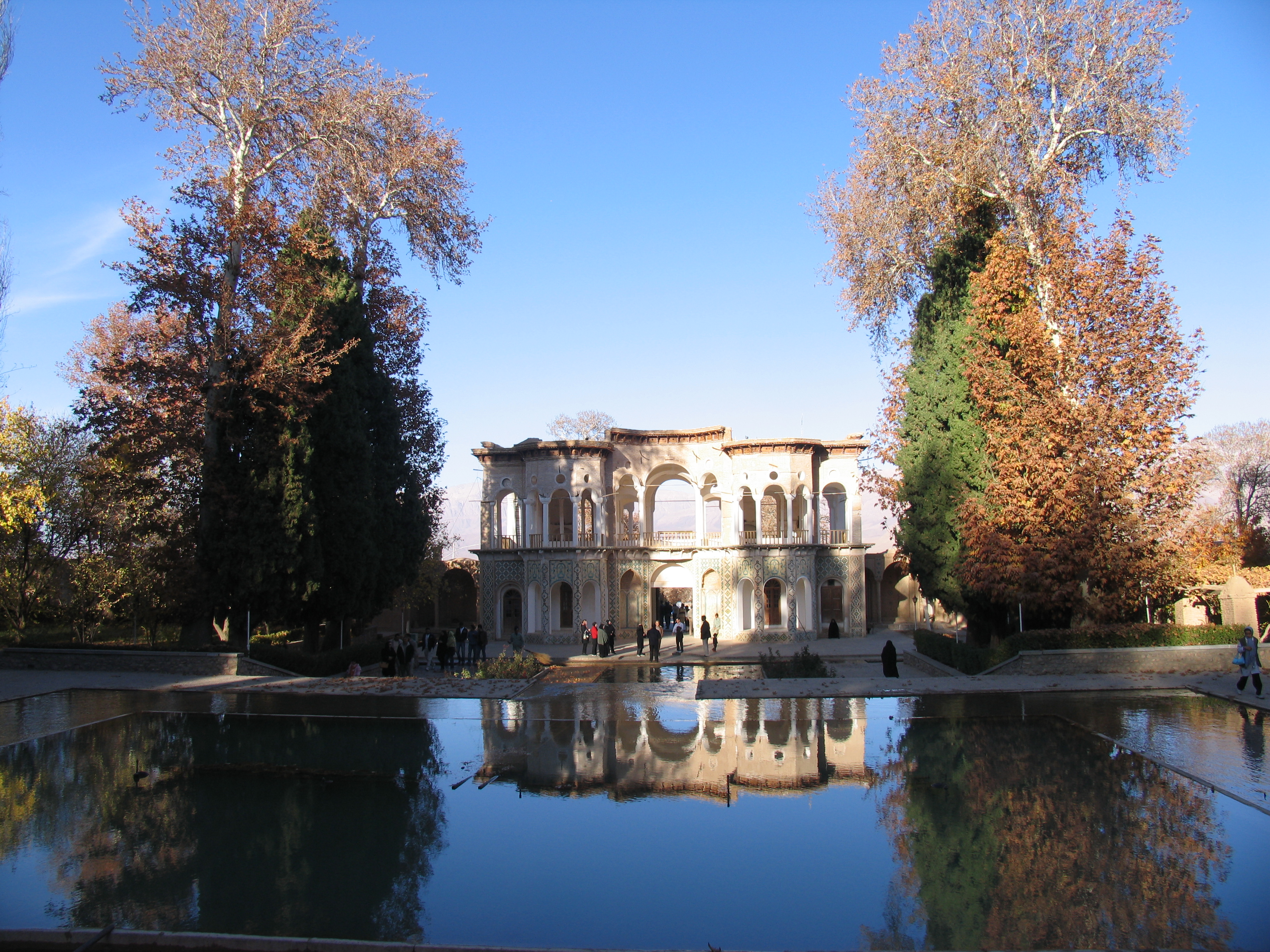
Schāhzādeh Garten, Māhān, Kerman

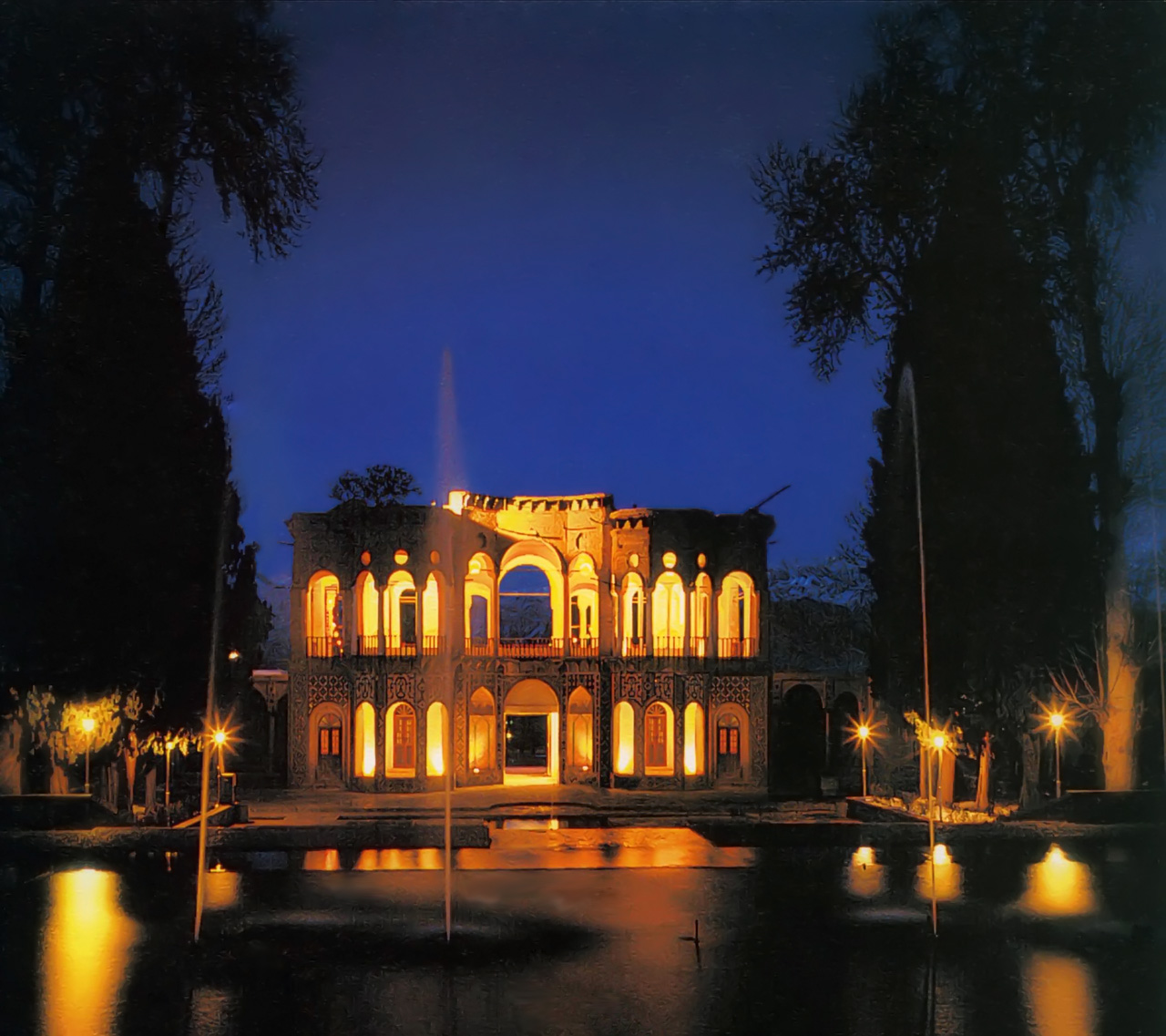
Schāhzādeh Garten bei Nacht

Der Schāhzādeh-Garten (persisch باغ شاهزاده Bāgh-e Schāhzādeh, DMG Bāġ-e Šāhzāde, ‚Prinzengarten‘) ist ein Persischer Garten in der Provinz Kerman südöstlich der gleichnamigen Stadt und 6 km südlich des Dorfes Māhān. Der Garten bildet eine Oase inmitten der Wüste.

## Geschichte
Der 5,5 ha große Garten wurde um 1850 unter dem Kadscharenprinzen Mohammad Hasan Khan Katschar Sardari Iravani angelegt und später ca. 1873 unter Abdul Hamid Mirza erweitert und nach dessen Tod vom Statthalter Kermans in den 1890er Jahren fertiggestellt. Der Schlosspavillon im Zentrum des Gartens diente als Sommerresidenz des Prinzen. 1991 wurde das Anwesen aus Anlass einer Gedenkfeier zu Ehren von Khaju Kermani vollständig renoviert. Heute werden Teile des Schlosses als Restaurant genutzt.

## Beschaffenheit des Gartens
Der rechteckige Garten ist von einer Mauer umgeben und besteht aus mehreren Terrassen mit Wasserbecken und Pavillons. Ein zentraler Wasserlauf mit Fontänen führt auf das Schloss zu. Die Springbrunnen werden über das Gefälle des Geländes betrieben.